# Греков, Димитр Фердинандов
Димитр Фердинандов Греков (болг. Димитър Фердинадов Греков, родился 22 января 1958 в Любимце) — болгарский агроном, доктор сельскохозяйственных наук, профессор; министр сельского хозяйства и продовольствия Болгарии в 2013—2014 годах.

## Биография

### Научная и преподавательская деятельность
Родился 22 января 1958 года в городе Любимец (Хасковская община Болгарии). Учился в 1979—1984 годах в Высшем сельскохозяйственном институте (в настоящее время Аграрный университет) Пловдива, окончил его. В 1984—1985 годах работал агрономом в агропромышленном комплексе Любимца. В 1984—1988 годах подготовил и защитил диссертацию на соискание научной степени кандидата сельскохозяйственных наук. В 1988 году назначен ассистентом кафедры животноведения и шелководства, позднее работал старшим и главным ассистентом, а в 1995 году назначен доцентом кафедры. После защиты диссертации стал доктором сельскохозяйственных наук, в 2010 году был назначен профессором кафедры. В 1999 году по совмещению стал деканом агрономического факультета аграрного университета Пловдива, в 2007—2013 годах был его ректором.

### Политическая деятельность
Греков является членом Болгарской социалистической партии. 29 мая 2013 он был назначен министром сельского хозяйства и продовольствия по решению Национального собрания Болгарии как член 89-го правительства Болгарии во главе с Пламеном Орешарски. 6 августа 2014 был освобождён от исполнения обязанностей, уступив место независимому кандидату Василу Грудеву.